# Mali Moșkivți, Andrușivka
Mali Moșkivți (în ucraineană Малі Мошківці) este o comună în raionul Andrușivka, regiunea Jîtomîr, Ucraina, formată numai din satul de reședință.

## Demografie
Componența lingvistică a satului Mali Moșkivți
     Ucraineană (96,37%)
     Rusă (2,18%)
     Română (1,02%)
Conform recensământului din 2001, majoritatea populației satului Mali Moșkivți era vorbitoare de ucraineană (96,37%), existând în minoritate și vorbitori de rusă (2,18%) și română (1,02%).